# 40-я дверь
«40-я дверь» (азерб. 40-cı gapı) — азербайджанский фильм, снятый в 2008 году по госзаказу частным продюсерским центром Ritm production.

## Сюжет
Четырнадцатилетний Рустам живёт со своей матерью в селе, вскоре он узнаёт что его отец был убит русской мафией. После смерти своего отца Рустам пытается обеспечить себя и свою мать, не прибегая к воровству. Он едет в Баку, чтобы устроиться на работу.

## В ролях
- Гасан Сафаров — Рустам
- Гюльнар Набиева — Лейла
- Ровшан Агаев — Эдик
- Эльмира Шабанова — Тетя Фатьма
- Рафик Азимов — Дядя Сабир

## Награды
- На 42-м Международном Хьюстонском кинофестивале, в номинации «Самый лучший иностранный фильм», фильм «40-я дверь» был удостоен золотой награды Gold Remi Award Foreign[1].

## Ссылка
- «40-я дверь» (англ.) на сайте Internet Movie Database